# 地球超人
《地球超人》（英語：Captain Planet and the Planeteers）是一部由美国DIC Entertainment公司（1990年-1993年）、漢納巴伯拉動畫（1993-1996年）和Turner Program Services公司制作的环保主义动画影集。导演為Ted Turner。
地球超人在數十個國家播映過，在中國：播放時期為中国中央电视台综合频道晚上六点档少儿节目（《大风车》的前身）。另外，在臺灣，華視首播時譯為《地球先鋒隊》，卡通頻道播出時譯為《地球超人》。在香港則譯為《星球隊長》。

## 劇情介绍
大地女神蓋亞已經無法忍受人類給地球帶來的破壞，她將五枚分別帶有土、火、風、水、心能力的神奇戒指給予了來自地球五大洲的五位年輕人，組成了名為“地球衛士”的組織，當這五枚戒指的力量合一時，便能出現一位有著神奇力量的環保英雄——地球超人。

## 角色介紹
地球超人隊長
配音：郭如舜（台灣）；梁志達（香港）；David Coburn（美國）
拯救世界的環保英雄全息圖地球超人蒴機器人，必須集合5個戒指的力量才會出現。有著和超人類似的超能力，但身體若沾到汙染物會全身無力。口頭禪是「力量，屬於你們！」
夸美公爵
配音：劉傑（台灣）；LeVar Burton（美國）
黑皮膚男孩，來自非洲（實際位置是坦桑尼亞），擁有能操控土及岩石的戒指。
惠樂公爵
配音：李猶龍（台灣）；Joey Dedio（美國）
橘色頭髮男孩，來自北美（實際位置是美國），擁有能操控火的戒指。
琳卡·L
配音：方雪莉（台灣）；Kath Soucie（美國）
金頭髮女孩，來自歐洲（實際位置是俄羅斯），擁有能操控風的戒指。
吉·L、舊譯：姞爾
配音：李宛鳳（台灣）；Janice Kawaye（美國）
黑髮女孩，來自亞洲（實際位置是馬來西亞），擁有能操控水的戒指。
馬帝·M博士
配音：姜瑰瑾（台灣）；葉少榮（香港）；Scott Menville（美國）
蘑菇頭男孩，來自南美（實際位置是巴西），擁有能操控心（能）及與人和動物心靈交流的戒指。
蘇奇
配音：Frank Welker（美國）
馬帝的寵物，一隻猴子。
蓋亞母親
配音：馮友薇（台灣）；琥碧·戈柏（美國）
大地女神，為了應對日漸嚴重的汙染問題，自五大洲各挑選一名年輕人並給予能操控自然力量的戒指。
巴布斯·布蘭特博士
配音：馮友薇（台灣）；梅格·瑞安 (1990-1991)／Mary Kay Bergman (1991-1996)（美國）
汙染元兇之一，擁有能操控仇恨的戒指。
MAL
配音：魏伯勤（台灣）；David Rappaport／蒂姆·克里（美國）
布蘭特的人工智能。

## 評價
常識媒體給電視戲三星（滿分五星）的評價。